# Gliwice
Gliwice (em alemão Gleiwitz) é uma cidade da Polônia, na voivodia da Silésia. Estende-se por uma área de 133,88 km², com 181 309 habitantes, segundo os censos de 2017, com uma densidade de 1354,2 hab/km².
Situada na voivodia da Silésia desde 1999, pertencia anteriormente à voivodia de Katowice. Pertencendo à área metropolitana de Katowice, Gliwice é uma das cidades que aglomeram 2,7 milhões de habitantes, num total de cerca de 5 294 000 em toda a região da Silésia.
Fundada no século XII, Gliwice é um dos assentamentos mais antigos na Alta Silésia. Embora tenha tido um rápido desenvolvimento durante a Revolução Industrial e durante os tempos comunistas, o centro histórico manteve a sua identidade medieval, mantendo-se o castelo e partes das muralhas de estilo medieval do séc. XV. A longa história da cidade tem um grande impacto na arquitetura dos seus edifícios no centro histórico. O mais emblemático edifício é a Torre de Rádio, com 110 metros de altura, sendo considerada a mais alta construção em madeira.

## História

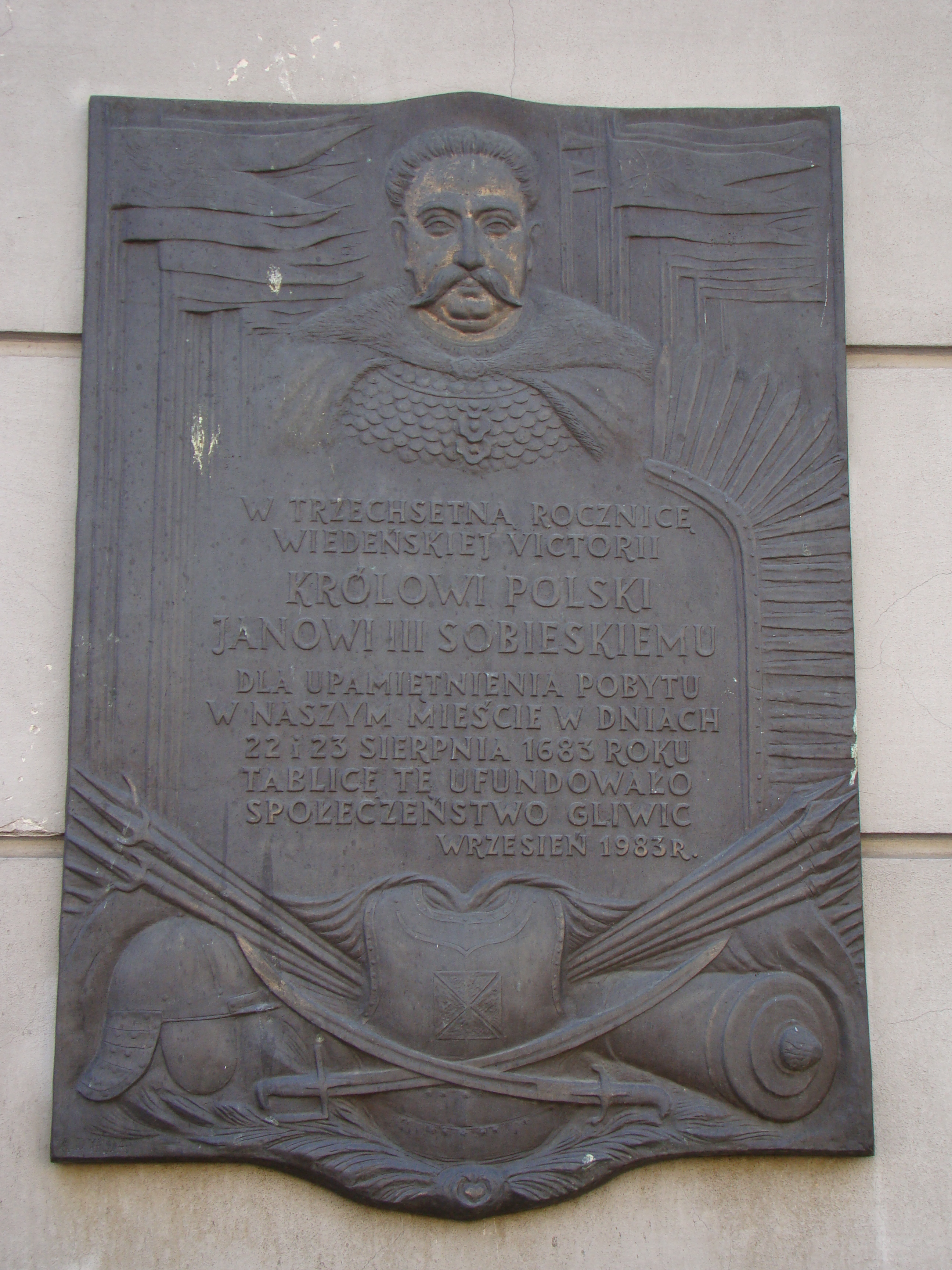
Placa comemorativa da estadia do Rei João III Sobieski da Polônia em Gliwice em 1683

As primeiras menções a Gliwice encontram-se no período da Idade Média, em 1276, pelos duques de Piast. Durante o reinado de Mieszko I, a cidade fazia parte do ducado de Opole-Racibórz, mais tarde sendo capital do ducado de Gliwice, entre 1322–1342, governado pelo Princípe Ziemowit. Após a morte do último dos Piast de Bytom, em 1354, o ducado dividiu-se entre os príncipes de Cieszyn e Olesnica. Desde 1526, Gliwice e toda a Silésia, formaram um estado sobre a influência dos Habsburgo. Durante a Guerra dos Trinta Anos, Gleiwitz foi conquistada diversas vezes pelas diversas partes do conflito. Em 1683, o Rei João III Sobieski parou em Gleiwitz, a caminho de Viena.
Durante o século XVII e XVIII, Gliwice passou de uma cidade de comércio e artesanato baseado na manufatura de cerveja, para a produção de vestuário. Atividade que esmoreceu após a guerra entre Prússia e Áustria, tendo Gliwice ficado a fazer parte da Prússia.
No final do século XVIII, a industrialização chegava a Gliwice através da indústria de transformação de ferro, Königliche Eisengießerei (Companhia Real de Fundição de Ferro), em cooperação com a mina Rainha Luise, em Zabrze.
Com a chegada dos caminhos-de-ferro, em 1845, a atividade da indústria aumentava gradualmente com a chegada de mais fábricas e exploração de químicos. Em 1848, a família Caro, começou a construção da siderurgia "Hermina", em Łabędy. Nos anos seguintes, mais investimento chegaria a cidade com a fábrica de Fio e Pregos de Wilhelm Hagenscheidt; a fábrica de caldeiras “Leinveber und Co.” e “Oberschlesische Kesselwerke B. Meyer”, a fábrica de máquinas de Adolf Henning; uma vidraria em Nowa Wieś; a planta química “Gleiwitzer Chemische Fabrik Dr. Hiller”; a fábrica de argila “Stettiner Chamotte Fabrik AG”, assim como numerosas fábricas de tijolos, serrarias, moínhos e fábricas da indústria alimentar. Em 1901, a mina "Gleiwitz" estabeleceu-se na zona e mais tarde em 1917 abriu a mina "Sośnica” para a extração de carvão.
Com o desenvolvimento industrial, chegava também o desenvolvimento social e civilizacional. Novos bairros e estradas foram inauguradas a Norte e a Oeste do centro histórico. Em 1816, abriram várias escolas primárias e a primeira escola de gramática. O primeiro banco abriu em 1851 e a primeira estação de gás em 1854. Em 1894, juntamente com Bytom, Gliwice recebeu os primeiros eléctricos citadinos, sendo as duas primeiras cidades na região. Em 1897, a energia eléctrica foi estabelecida através da empresa Oberschlesische Elektrizitäts Werke. Em 1901, a cidade recebeu o fornecimento de águas públicas "Zawada". Em 1906, foram instalados os esgotos sanitários. No final do século XIX, a cidade experimentava uma boa vida social e cultural, com cooperativas alemãs e polacas a coexistirem. Em 1899, abriu o primeiro teatro, "Viktoria" e, em 1905, o primeiro museu.
Após a divisão da Alta Silésia, em 1922, Gleiwitz ficou na parte alemã. Durante os anos 30, mesmo com a grave crise mundial, a cidade sofreu grande desenvolvimento, sendo criado um aeroporto, expandida a linha férrea, o início da construção do porto e a construção da autoestrada.
No escalamento das tensões que levaram à Segunda Guerra Mundial, Gliwice teve um papel crucial para o escalamento do conflito. Um grupo de soldados das SS, disfarçados de insurgentes silesianos, invadiram a rádio local. Este ato foi apresentado por Adolf Hitler como pretexto para a declaração de guerra, sendo o processo conhecido como "A provocação de Gleiwitz".
Durante o conflito, toda a economia da cidade se virou para as necessidades militares. Nas principais fábricas da cidade, foram criados campos de trabalhos forçados, com quatro campos ligados a Auschwitz III Monowice. A cidade foi tomada pelo Exército Vermelho a 24 de Janeiro de 1945. Após a Conferência de Potsdam, a cidade ficou dentro do território Polaco.

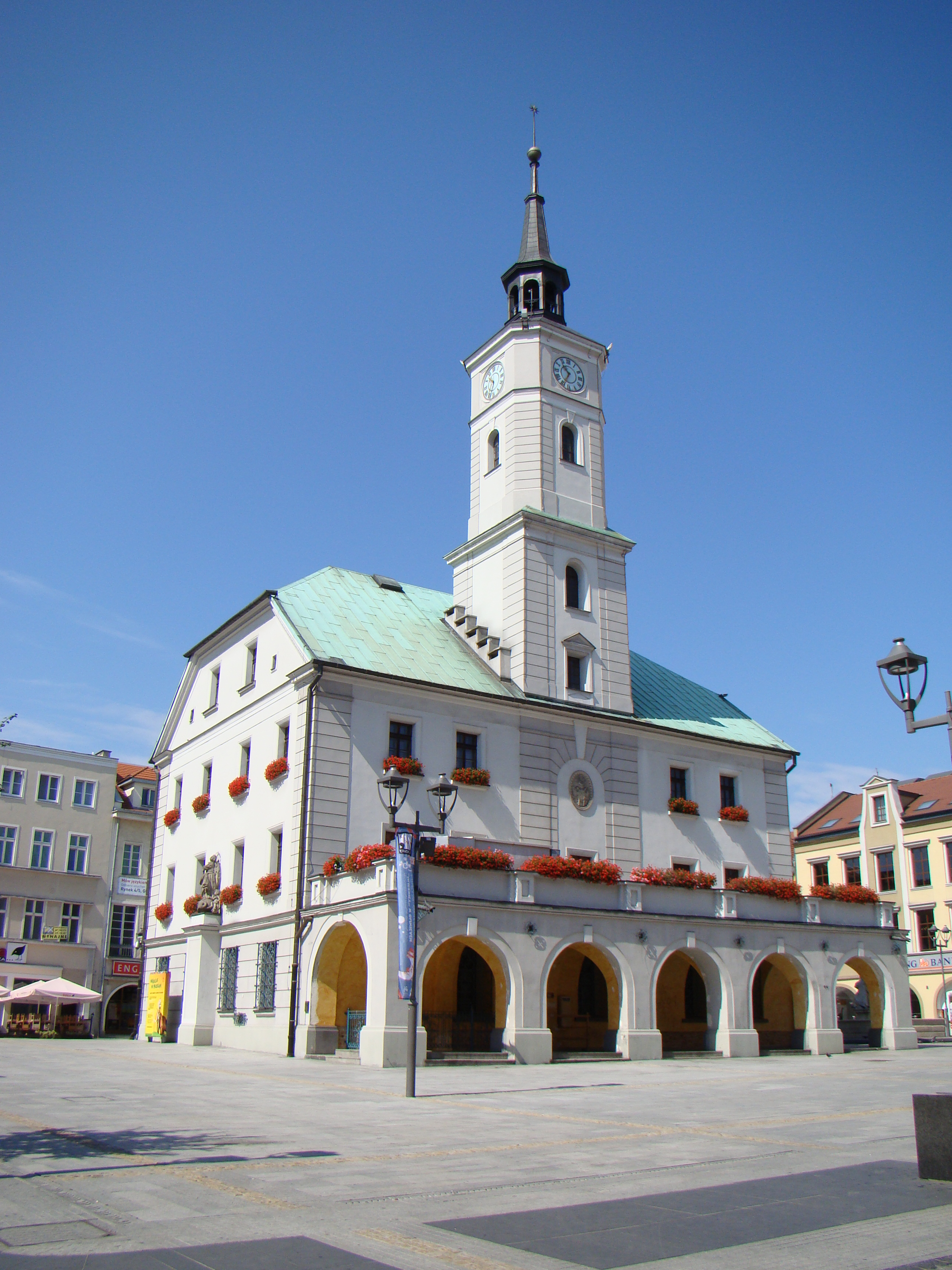
Paços do concelho

## Esporte
O clube de futebol mais famoso da cidade é Piast Gliwice, campeão polonês na temporada 2018-19, vice-campeão polonês de futebol em 2016 e finalista da Copa da Polônia em 1978 e 1983.

## Filhos célebres
- Richard Fritz Behrendt - sociólogo alemão
- Horst Bienek - autor de romances de Silesian de cima
- Wolfgang Bittner - autor alemão
- William Blandowski - zoólogo
- Lothar Bolz - ex-ministro dos negócios do Partido Comunista alemão
- Jerzy Buzek - professor de química - Primeiro ministro da Polónia 1997-2001 -
- Walther Busse von Colbe - economista alemão
- Gottfried Bermann Fischer - editor alemão
- Eugen Goldstein - cientista alemão
- Alfred Hauptmann - psiquiatra alemão e neurologista de origem judaica
- Rudolf Herrnstadt - comunista alemão
- Praça Central (Rynek) de GliwiceHans Kneifel - autor alemão

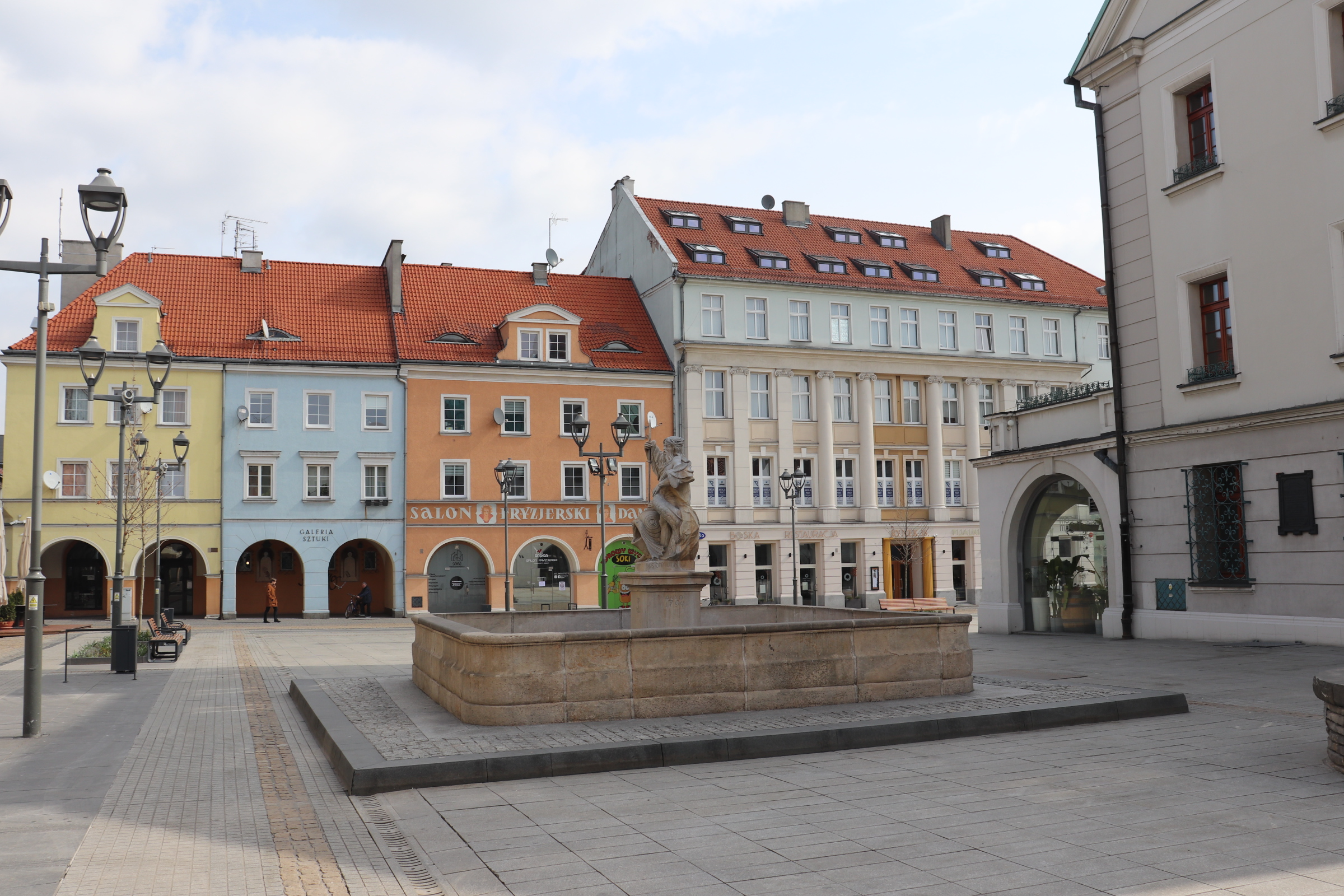
Praça Central (Rynek) de Gliwice

- Richard Kubus - futebolista alemão
- Emanuel Larisch - comunista alemão
- Gustav Richard Ludwig Neumann - jogador de xadrez alemão
- Lukas Podolski - futebolista alemão
- Tadeusz Różewicz - escritor e poeta
- Oskar Troplowitz - farmacéutico e dono da NIVEA
- Leo Yankevich - poeta e tradutor
- Agnes Wabnitz - feminista
- Richard Wetz - compositor
- Wojciech Kocyan - pianista polaco
- Adam Zagajewski - poeta polaco
- Jerzy Lewczyński - fotógrafo polaco

## Imagens

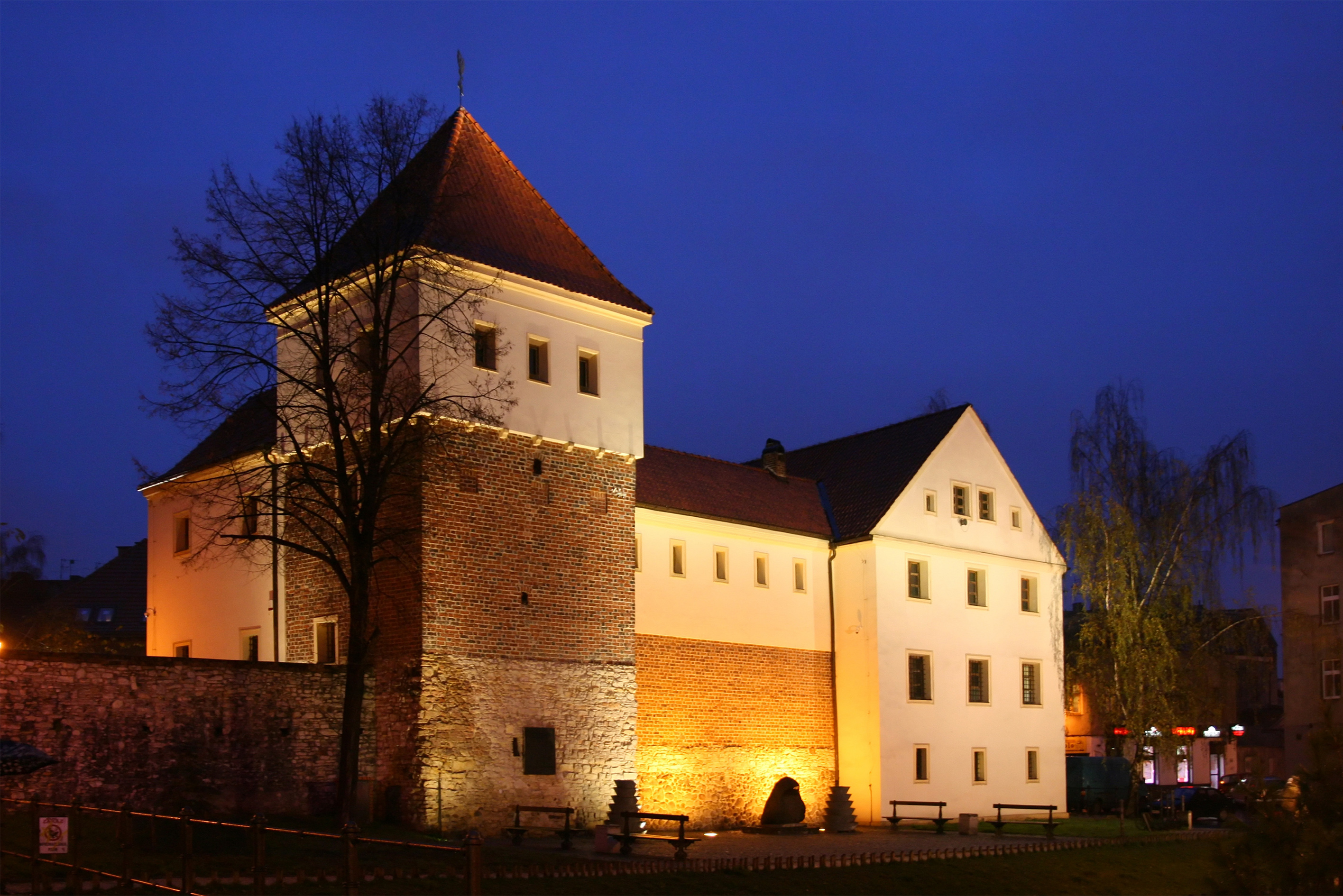
Castelo dos Piasts
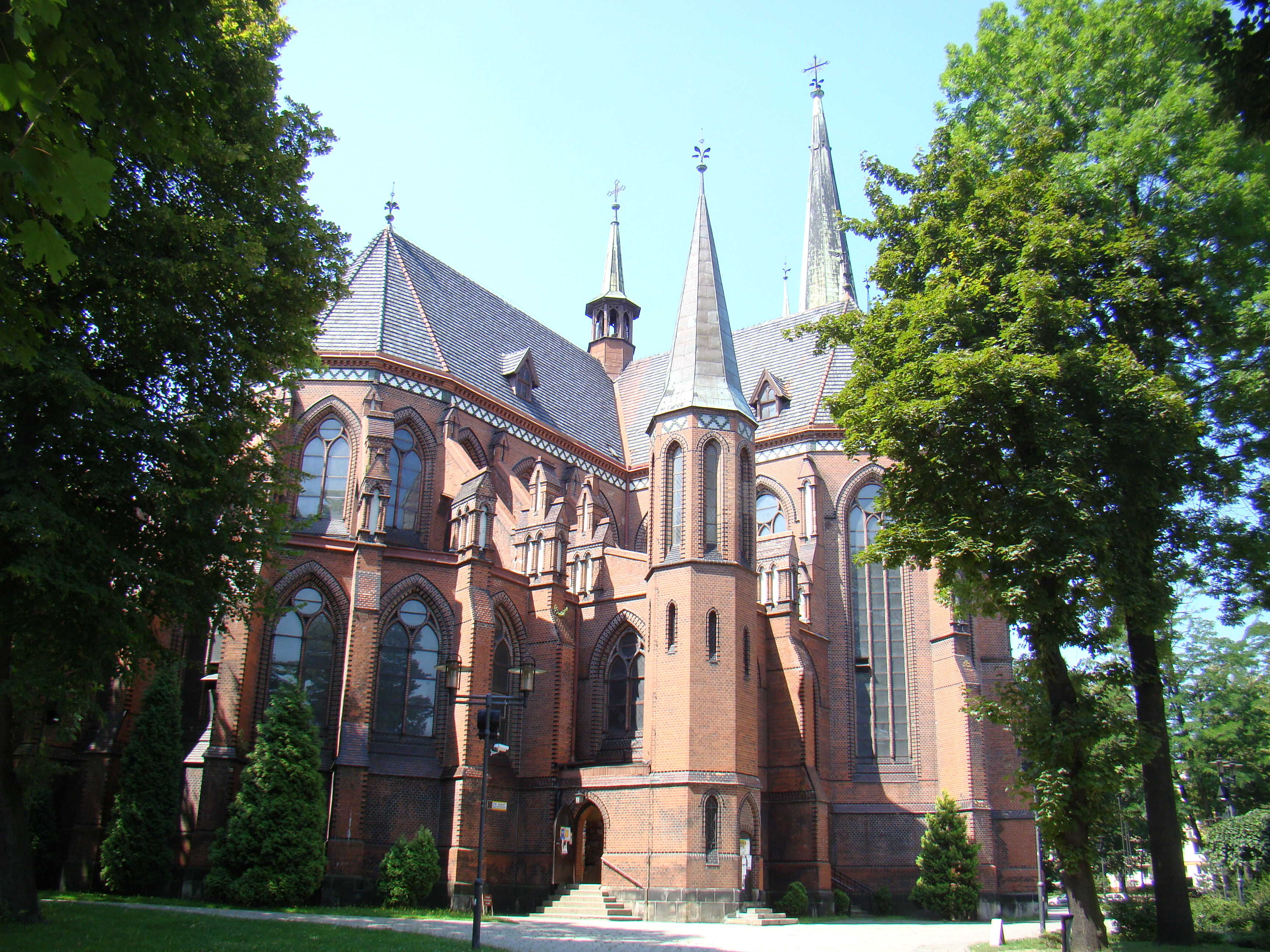
Catedral de São Pedro e Paulo
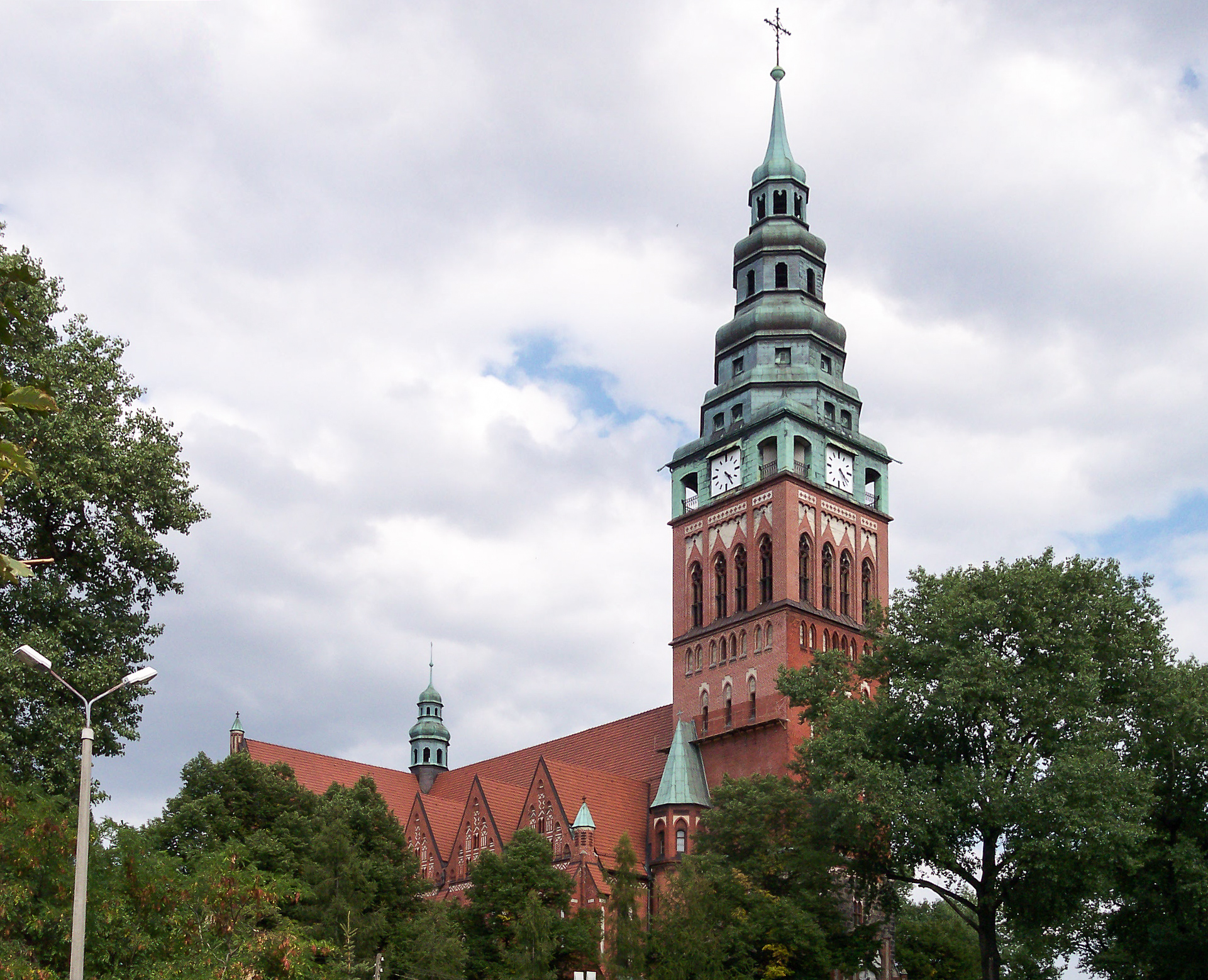
Igreja de São Bartolomeu
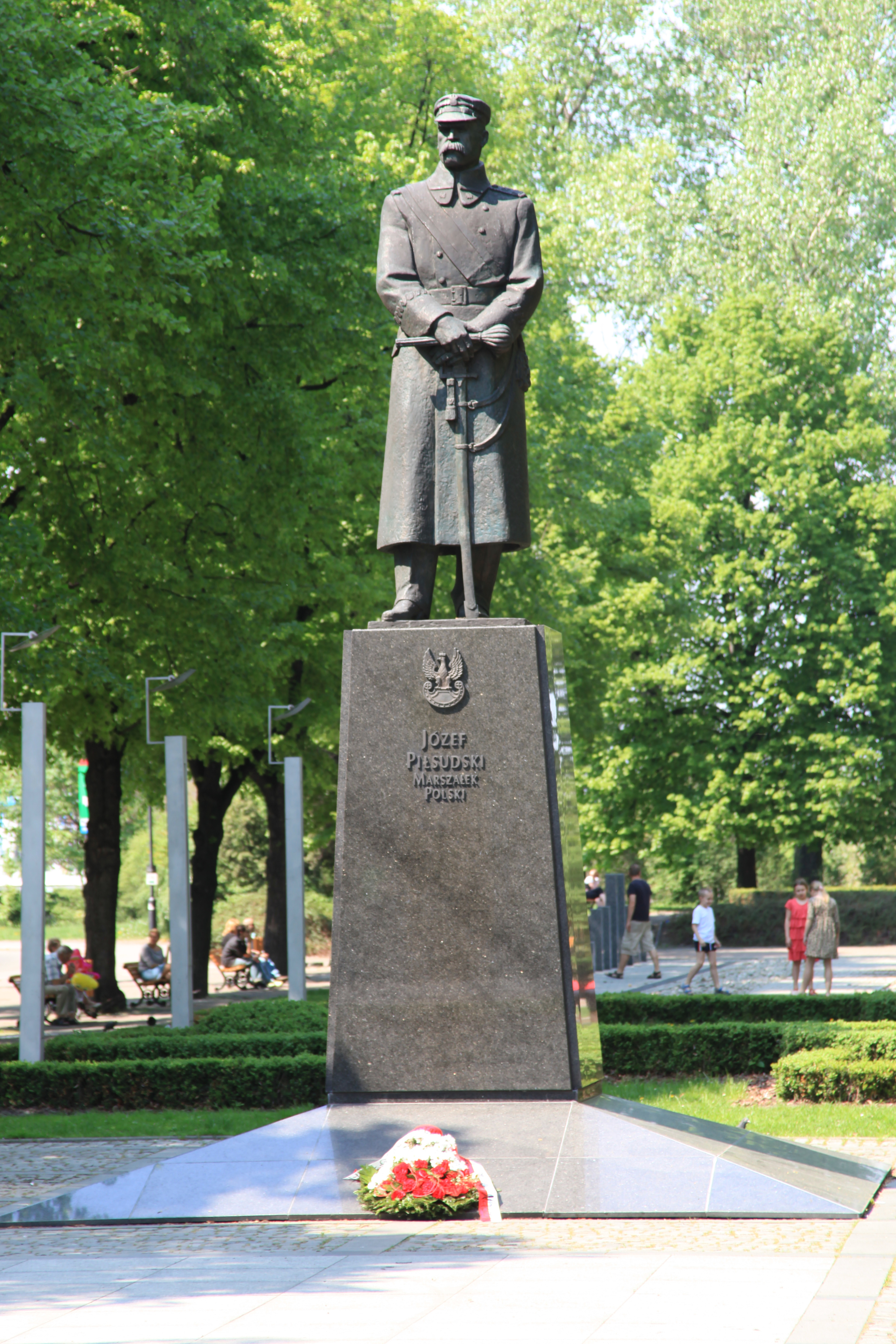
Estátua de Józef Piłsudski
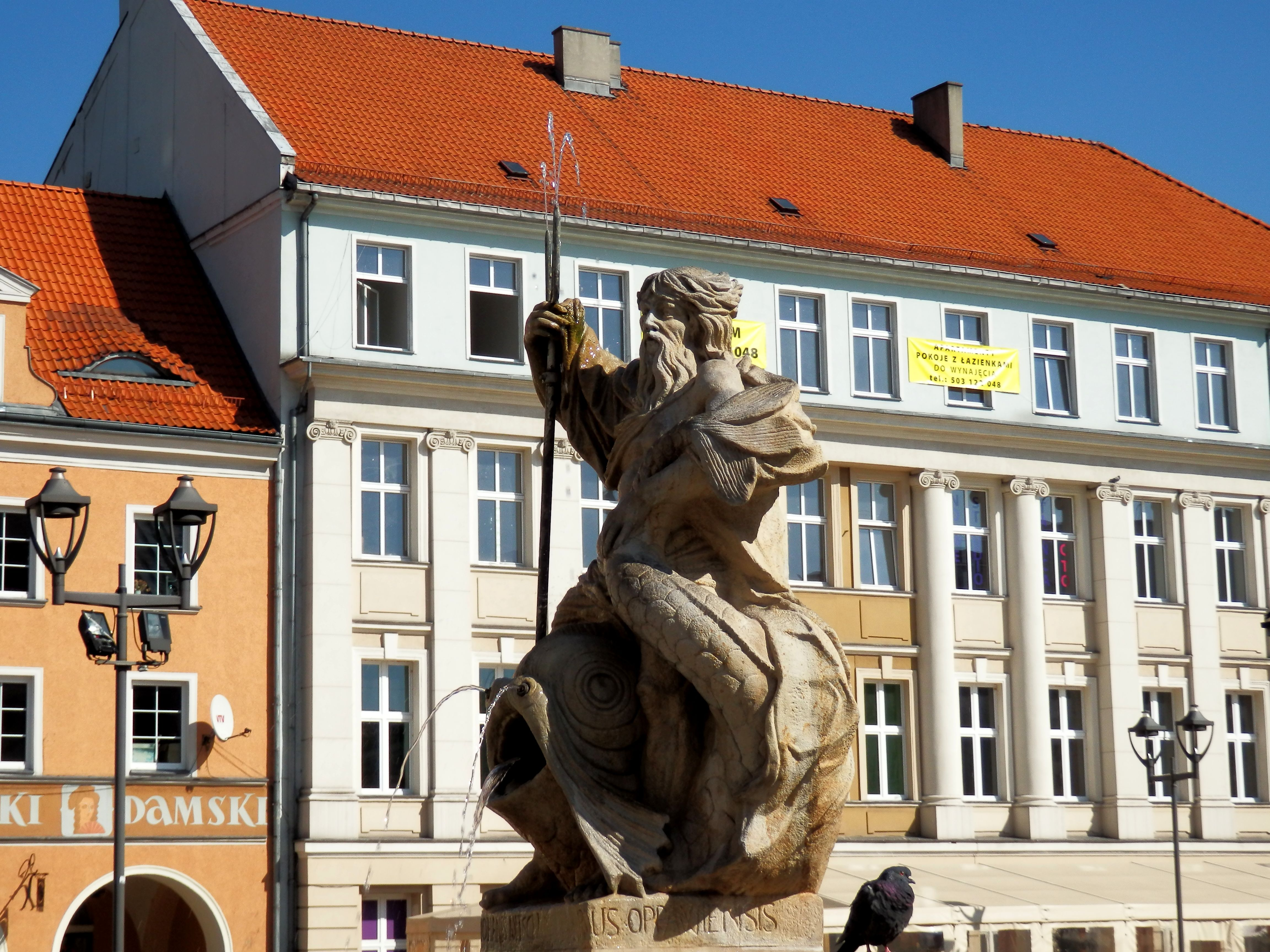
Fonte de Neptuno
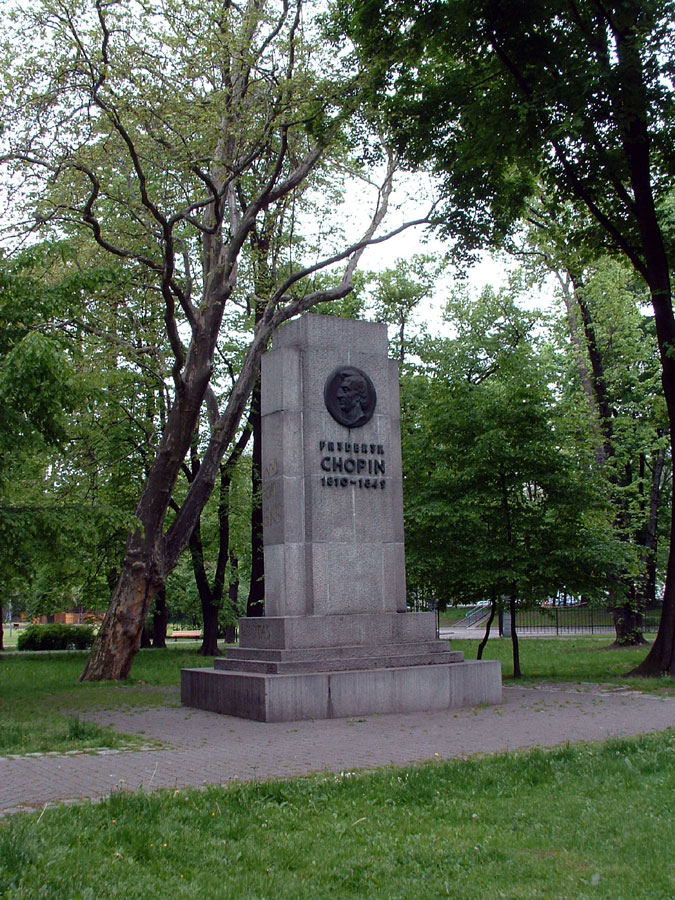
Monumento de Frederic Chopin
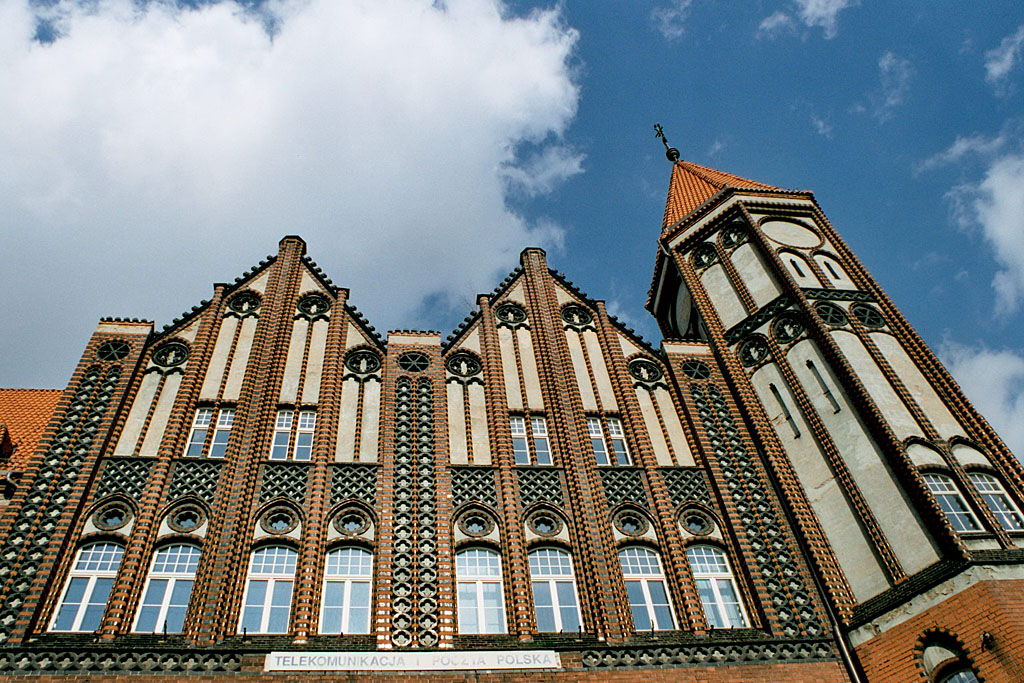
Estação de correios principal
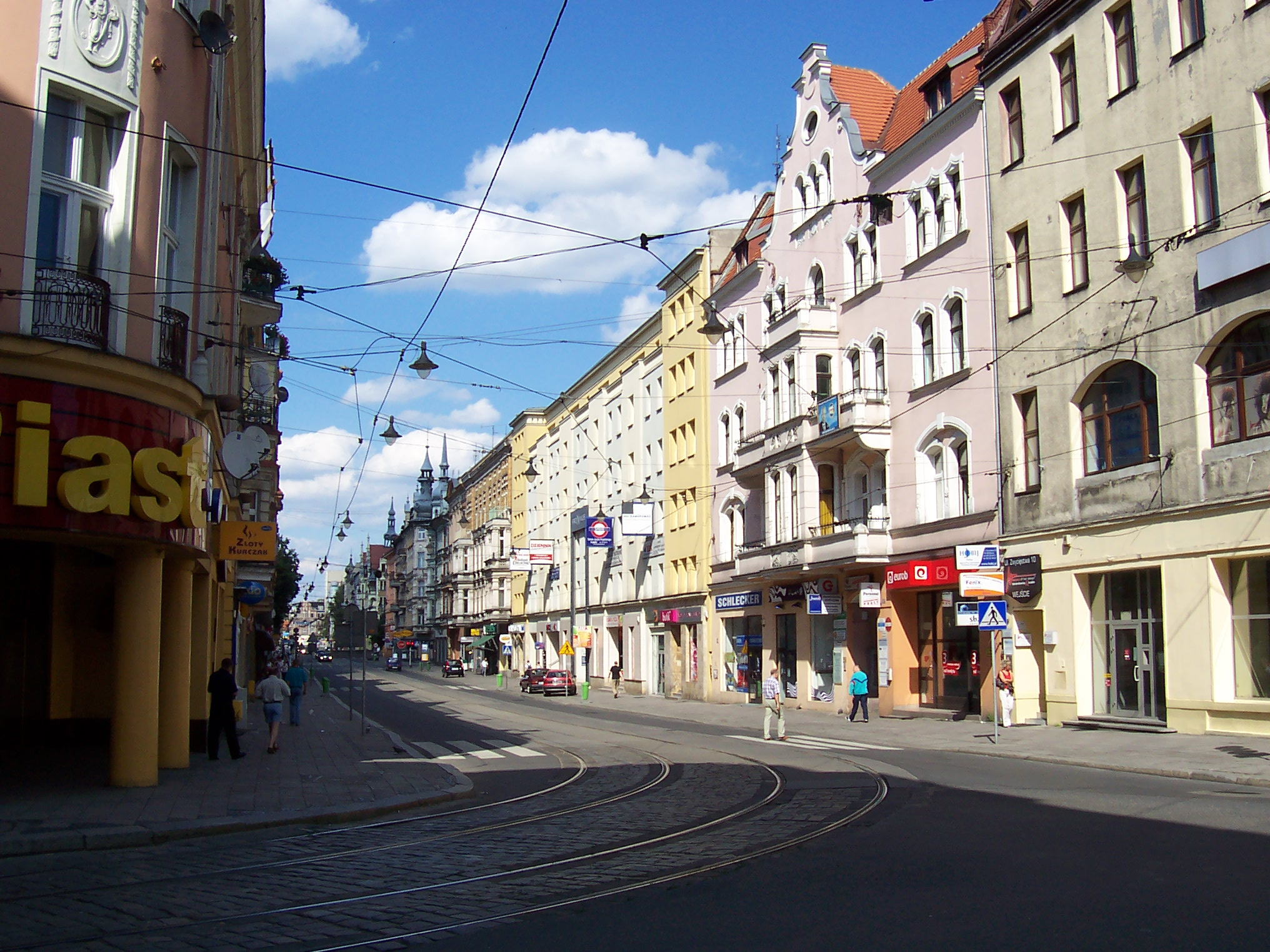
Rua Zwycięstwa
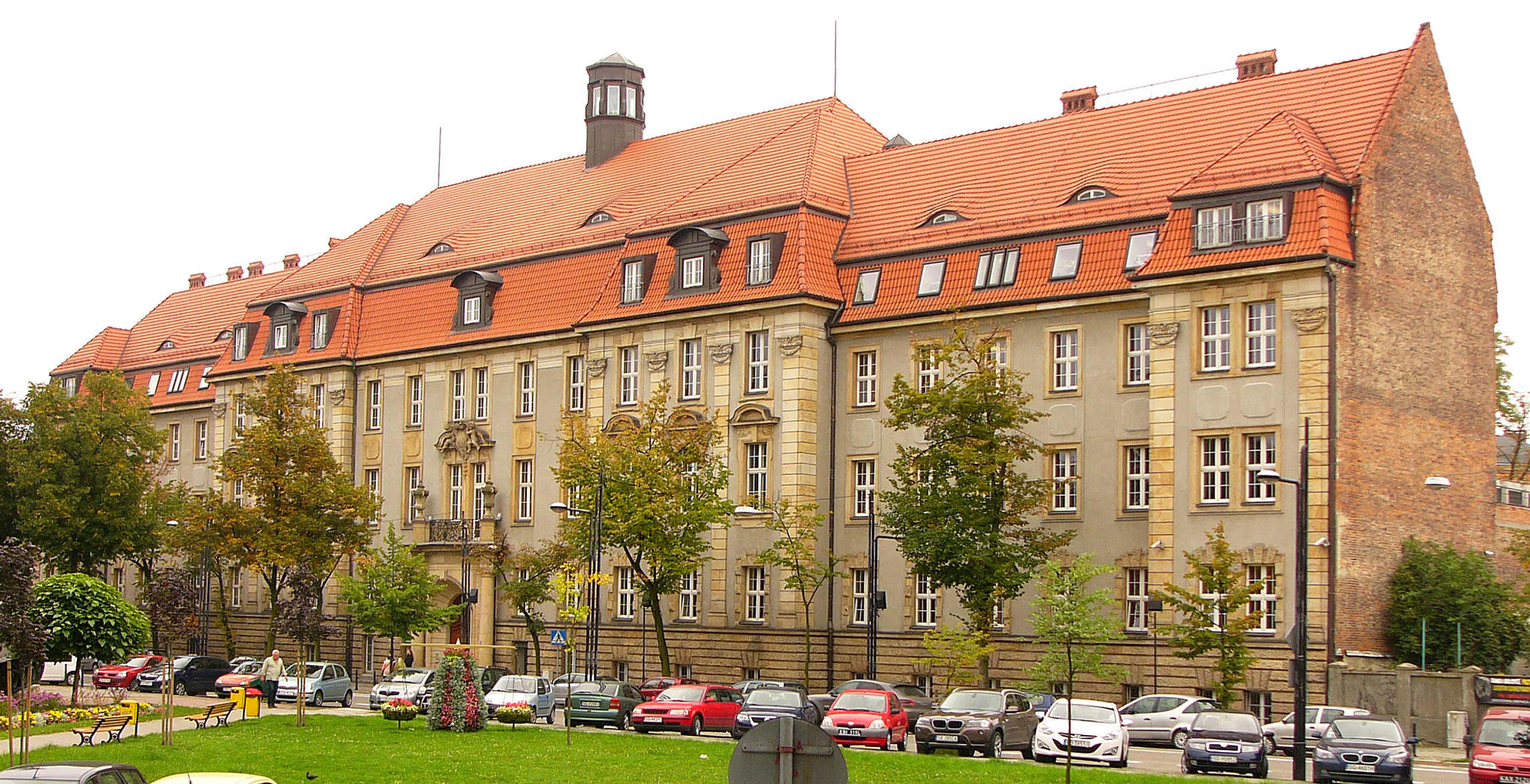
Tribunal Distrital
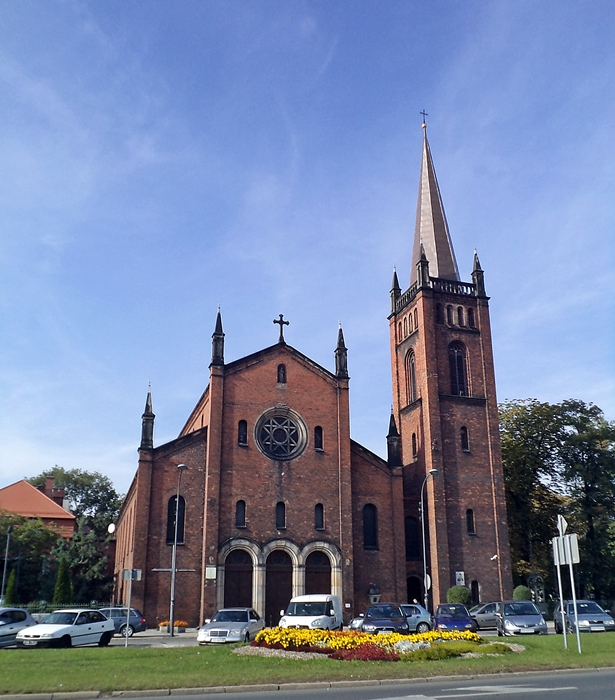
Igreja de São Barbara
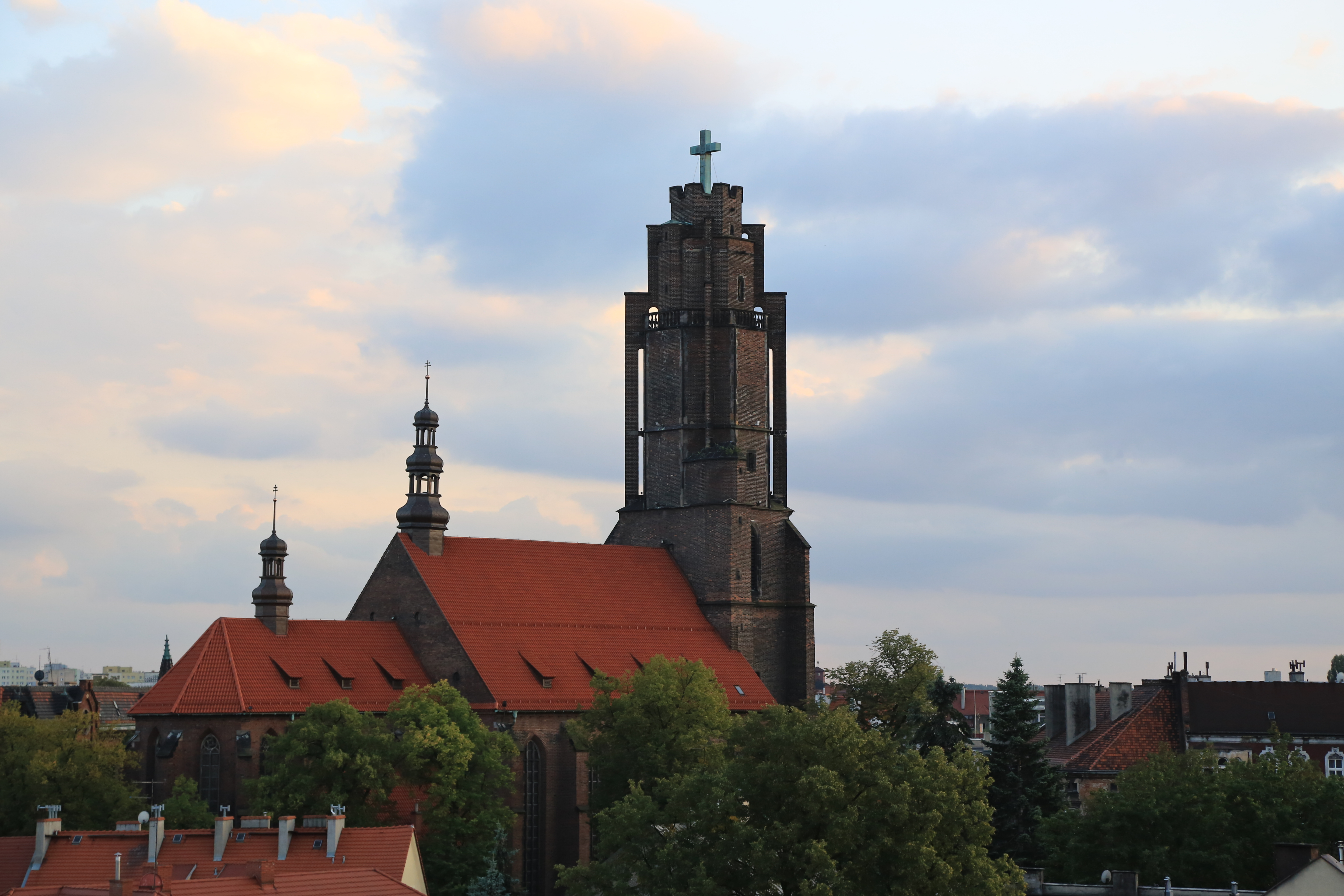
Igreja de Todos os Santos
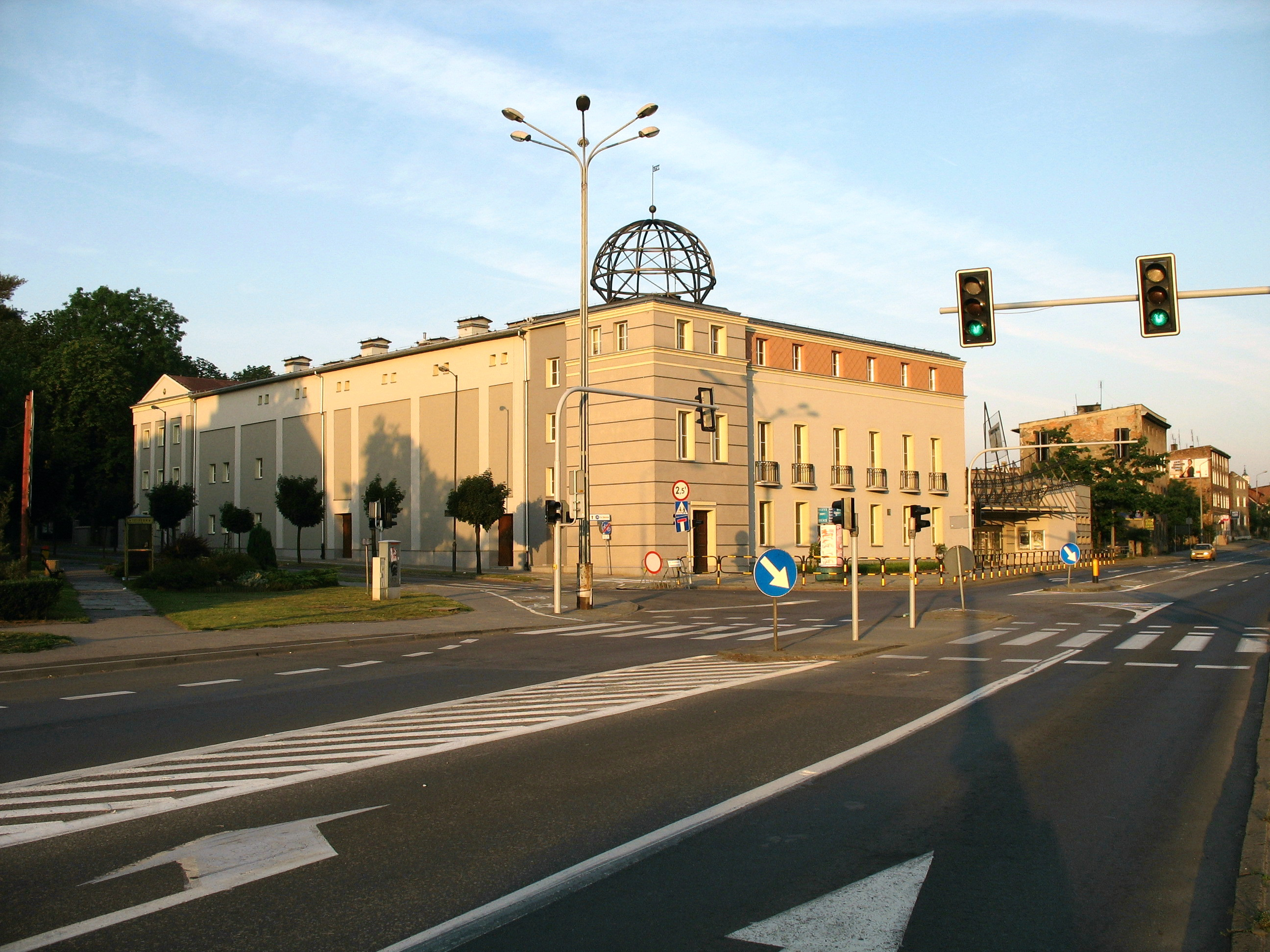
Teatro Municipal (Teatr Miejski)
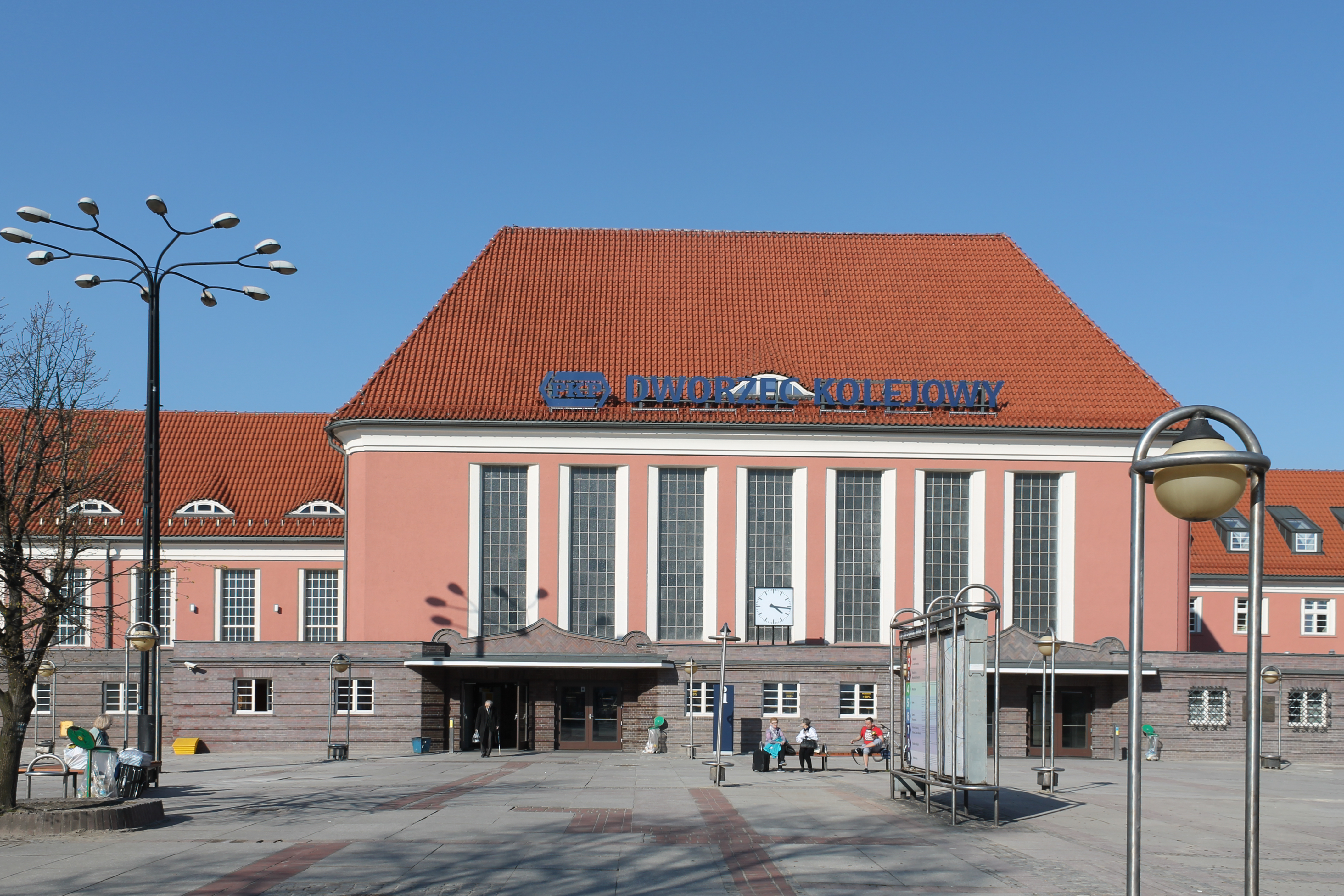
Estação Ferroviária